# ТММ-3

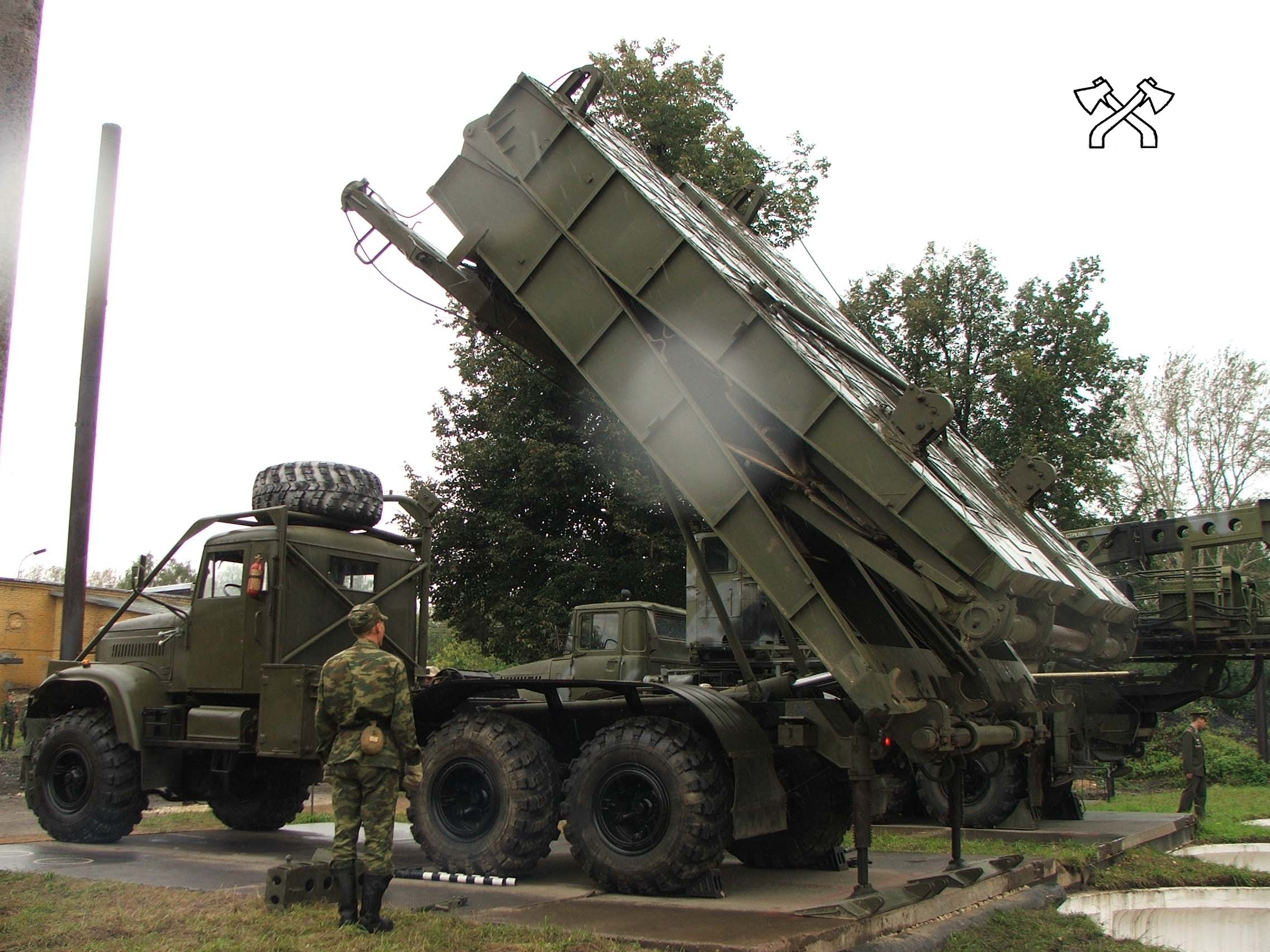
Тяжёлый механизированный мост ТММ-3

ТММ-3 — тяжёлый механизированный мост.

## История
Мост был разработан и производился в советское время на шасси грузовика КрАЗ-255Б, однако в 1993 году Кременчугский автомобильный завод прекратил производство этой модели. В результате были предприняты попытки установки комплекта оборудования на шасси других машин.

## Техническое описание
ТММ-3 предназначен для устройства мостовых переходов через препятствия шириной до 40 м и глубиной до 3 м с целью пропуска через них колесных и гусеничных нагрузок весом до 60 т.
Комплект моста состоит из четырёх мостоукладчиков на шасси грузовика КрАЗ-255Б, несущих на себе мостовые блоки с опорами (из них один мостовой блок без опоры).

### Технические характеристики
- длина мостового блока — 10,5 м;

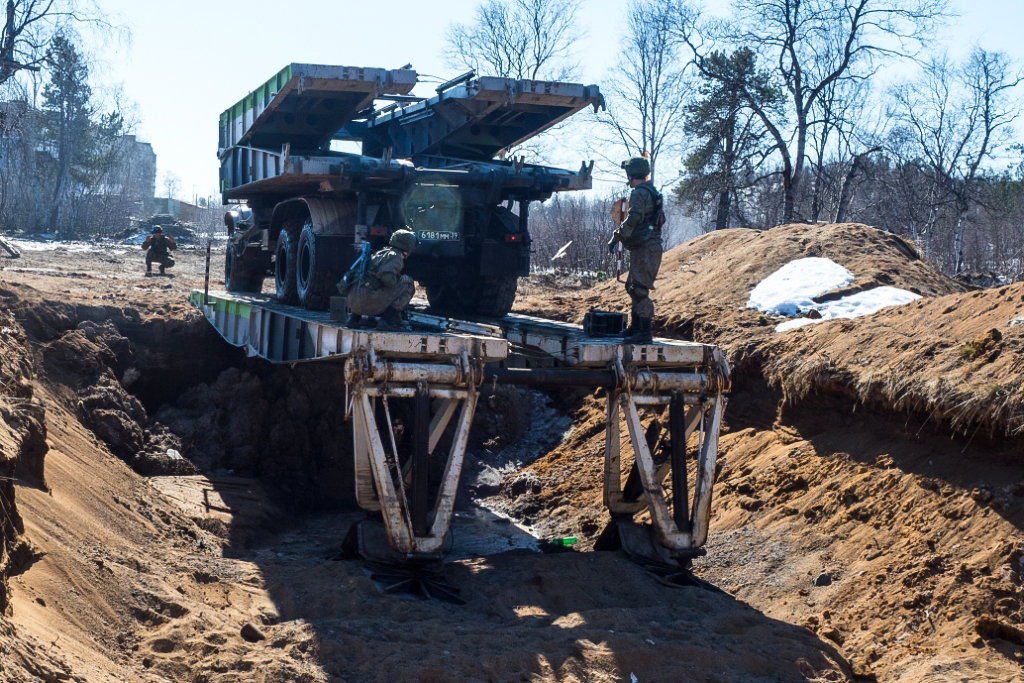
ТММ-3 180-го отдельного морского инженерного батальона на финальной тренировке военных инженеров Северного флота перед всеармейским этапом конкурса «Безопасный маршрут» АрМИ-2018.

- ширина проезжей части моста — 3,8 м;
- ширина колеи — 1,5 м;
- время сборки четырехпролётного моста — 72 мин;
- время сборки трехпролётного моста — 56 мин;
- время сборки двухпролётного моста — 30 мин;
- время сборки однопролётного моста — 11 мин;
- скорость движения гусеничной техники по мосту — 15 км/ч;
- скорость движения колёсной техники по мосту — 20—25 км/ч;
- средняя транспортная скорость по грунтовым дорогам — 35—40 км/ч;
- максимальная транспортная скорость — 71 км/ч;
- вес мостоукладчика с мостовым блоком — 20,4 т;
- расчёт на комплект — 8 чел.

## Варианты и модификации

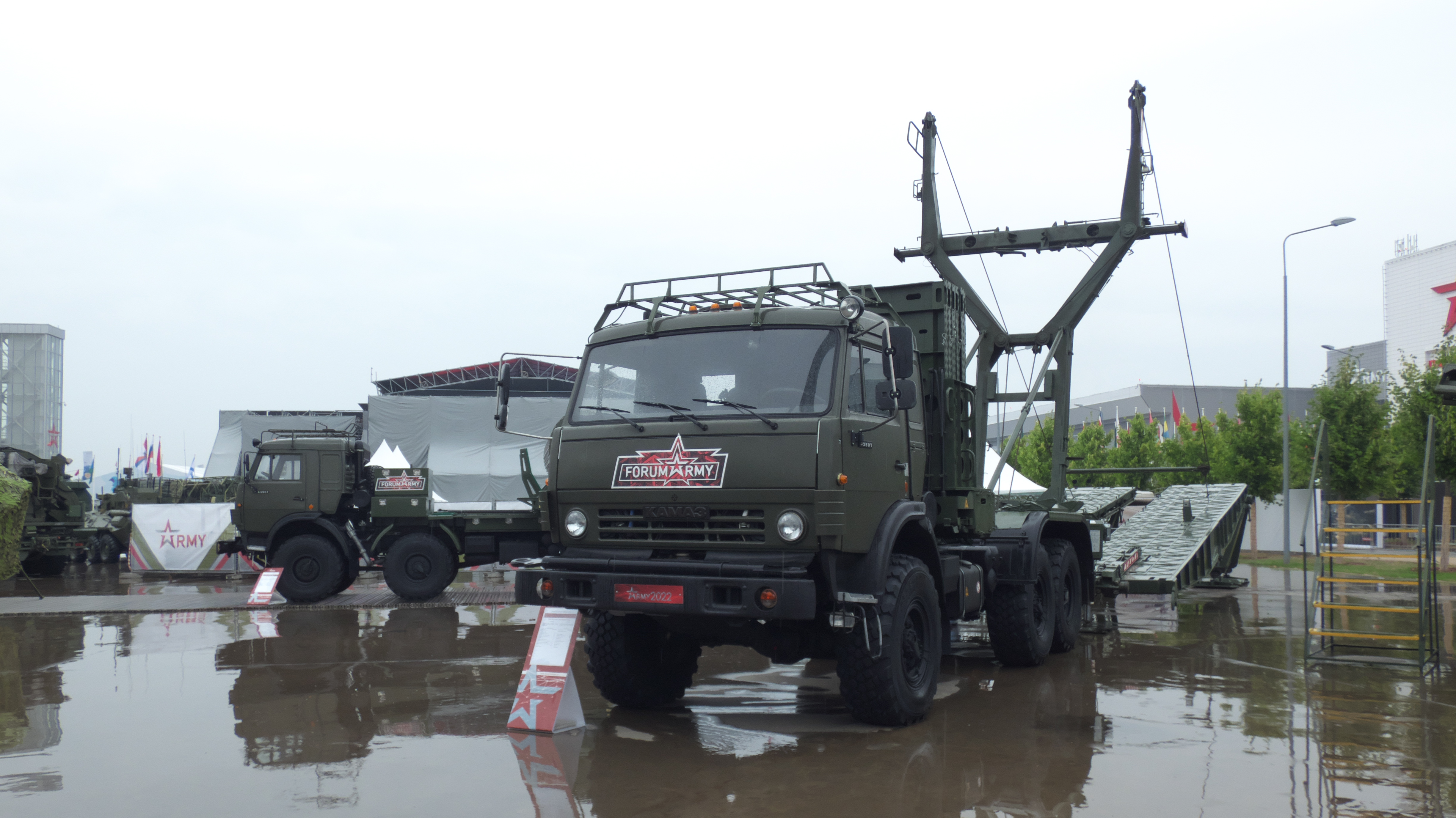
Тяжёлый механизированный мост ТММ-3М2

- Тяжёлый механизированный мост ТММ-3М1 на шасси КрАЗ-260;[2]
- ТММ-3М2 на шасси КамАЗ-53501 — впервые представлен в июле 2016 года АО «Галичский автокрановый завод»;
- Мост ТММ-3М на шасси КрАЗ-6322 — одна машина была представлена 1 октября 2016 на проходившей в Киеве выставке вооружения «Зброя та безпека[укр.]» Оружие и безопасность-2016";[3]
- Мост ТММ-3М на шасси КрАЗ-6446 — одна машина была представлена 10 октября 2017 на выставке «Зброя та безпека-2017».[4]